# Brianne Tju
Brianne Tju, pseudonimo di Brianne Ashleigh Tju (Chino Hills, 14 giugno 1998), è un'attrice statunitense.

## Biografia
Nata e cresciuta a Chino Hills, in California, si è diplomata alla Ruben S. Ayala High School e frequenta la California State University di Fullerton.
Nel 2007 debutta in televisione con la serie di Disney Channel Cory alla Casa Bianca, in seguito ha partecipato a sempre più progetti, come Liv and Maddie, Pass the Light, Grey's Anatomy, A.P. Bio and 9-1-1. Nel 2015 ottiene il suo primo ruolo importante, quello di Riley Marra nella serie televisiva Scream: La serie, prodotta da MTV.
Il 4 giugno 2018 viene ingaggiata come protagonista nella serie Hulu Light as a Feather, ruolo che ha ricoperto fino all'anno successivo. Nel 2019 si unisce al cast del film d'azione 47 metri - Uncaged.

## Vita privata
Ha una sorella minore, Haley Tju, anche lei attrice; entrambe hanno origini cinesi e indonesiane.

## Filmografia

### Attrice

#### Cinema
- Opposite Day, regia di R. Michael Givens (2009)
- Pass the Light, regia di Malcolm Goodwin (2015)
- 47 Metri - Uncaged (47 Meters Down: Uncaged), regia di Johannes Roberts (2019)
- Lilly's Light: The Movie, regia di Daniel Carrey e Andrew Ceglio (2020)
- Three Months, regia di Jared Frieder (2022)
- Gone in the Night, regia di Eli Horowitz (2022)
- Unhuman, regia di Marcus Dunstan (2022)
- Uglies, regia di McG (Joseph McGinty Nichol) (2024)

#### Televisione
- Cory alla Casa Bianca (Cory in the House) - serie TV, 5 episodi (2007-2008)
- Just Jordan - serie TV, episodio 2x16 (2008)
- Lilly's Light, regia di Daniel Carrey e Andrew Ceglio - film TV (2010)
- Padre in affitto (Sons of Tucson) - serie TV, episodio 1x06 (2010)
- Giovani campionesse (Make It or Break It) - serie TV, 4 episodi (2010-2011)
- Curb Your Enthusiasm - serie TV, episodio 8x01 (2011)
- R.L. Stine's the Haunting Hour - serie TV, episodio 2x09 (2011)
- So Random! - serie TV, 2 episodi (2012)
- County, regia di Jeffrey Reiner - film TV (2012)
- Save Me - serie TV, 3 episodi (2013)
- See Dad Run - serie TV, 7 episodi (2013-2014)
- Liv e Maddie (Liv and Maddie) - serie TV, 4 episodi (2014-2016)
- I Thunderman (The Thunderman) - serie TV, episodio 2x19 (2015)
- Scream: La serie (Scream: The Series) - 3 episodi (2015)
- The Massively Mixed-Up Middle School Mystery, regia di Will Eisenberg - film TV (2015)
- Grey's Anatomy - serie TV, episodio 12x20 (2016)
- The Crooked Man, regia di Jesse Holland - film TV (2016)
- Famous in Love - serie TV, 2 episodi (2017)
- Life After First Failure - serie TV, 6 episodi (2017)
- 9-1-1 - serie TV, episodio 1x04 (2018)
- Love Daily - serie TV, episodio 1x02 (2018)
- A.P. Bio - serie TV, episodio 1x13 (2018)
- See Plum Run - serie TV, 4 episodi (2018)
- Light as a Feather - serie TV, 26 episodi (2018-2019)
- iZombie - serie TV, episodio 5x05 (2019)
- Chicago P.D. - serie TV, episodio 7x13 (2020)
- So cosa hai fatto (I Known What You Did The Last Summer) - serie TV, 8 episodi (2021)
- High School - serie TV, 7 episodi (2022)

#### Cortometraggi
- The Blazing World, regia di Carlson Young (2018)

## Riconoscimenti
Daytime Emmy Awards
- 2020 – Candidatura per la miglior interpretazione in una webserie per Light as a Feather[7]
- 2019 – Candidatura per la miglior interpretazione in una webserie per Light as a Feather[8]

Christian Film Festival-Menchville Baptist Church
- 2016 – Premio al miglior cast per Pass the Light

## Doppiatrici italiane
Nelle versioni in italiano delle opere in cui ha recitato, Brianne Ashleigh Tju è stata doppiata da:
- Giulia Franceschetti in 47 Metri - Uncaged[9], So cosa hai fatto[10]
- Sara Ferranti in Liv e Maddie[11]
- Veronica Puccio in Scream: La serie[12]
- Vittoria Bartolomei in Uglies